# Pont-à-Chaussy
Pont-à-Chaussy (Duits: Kalscherbruck) is een plaats en voormalige gemeente in het Franse departement Moselle in de regio Grand Est.
Op 7 augustus 1812 ging de gemeente op in Courcelles-Chaussy.
In Pont-à-Chaussy bevindt zich het Château d'Urville, een van de zomerresidenties van Keizer Wilhelm II van Duitsland.